# Vallée des Ponts

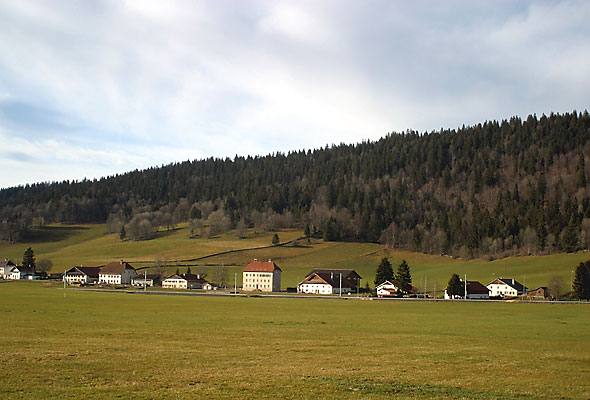
Typische Häuser des Strassenzeilendorfs La Sagne

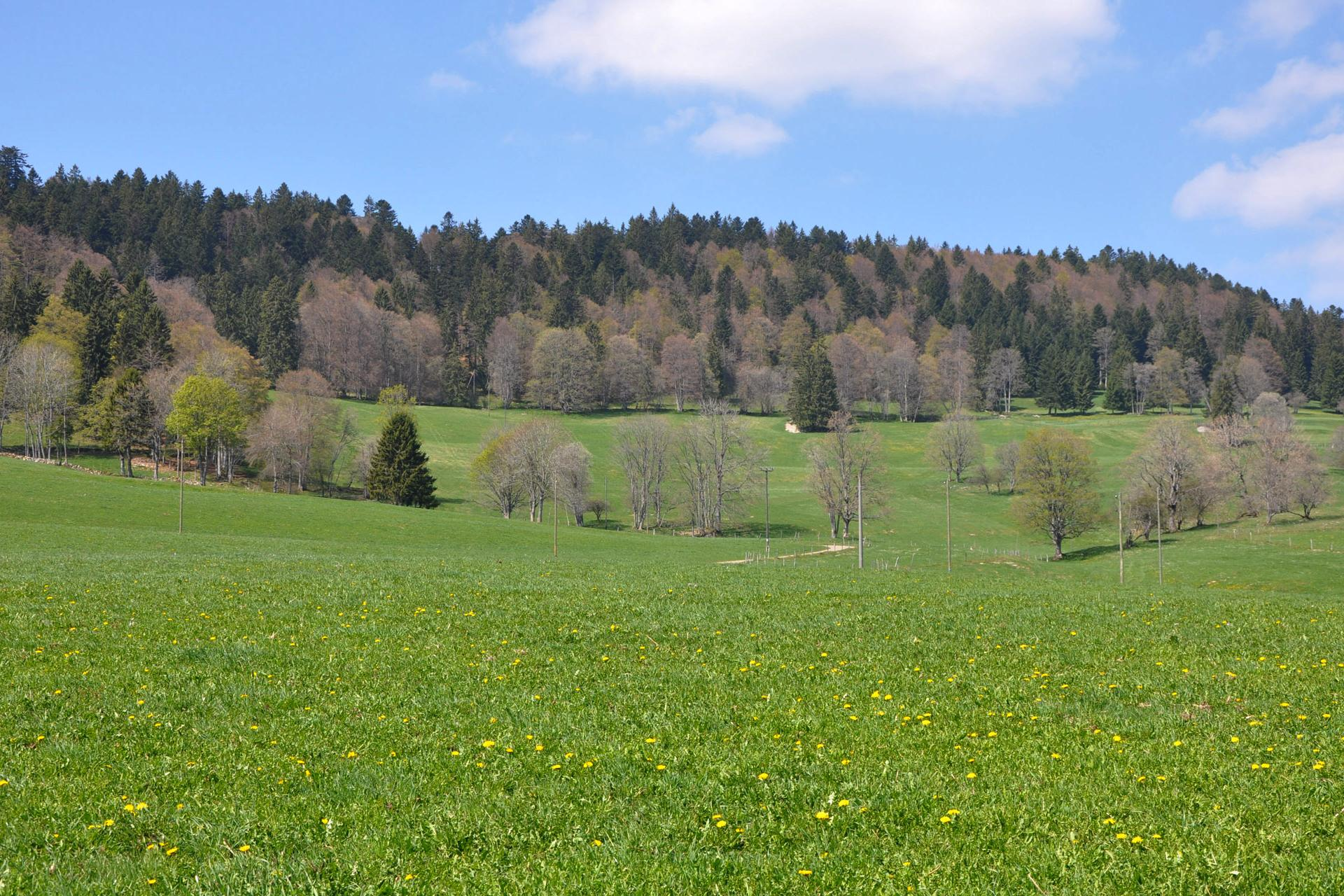
Jura Landschaft Ausgangs La Sagne Richtung Les Ponts-de-Martel

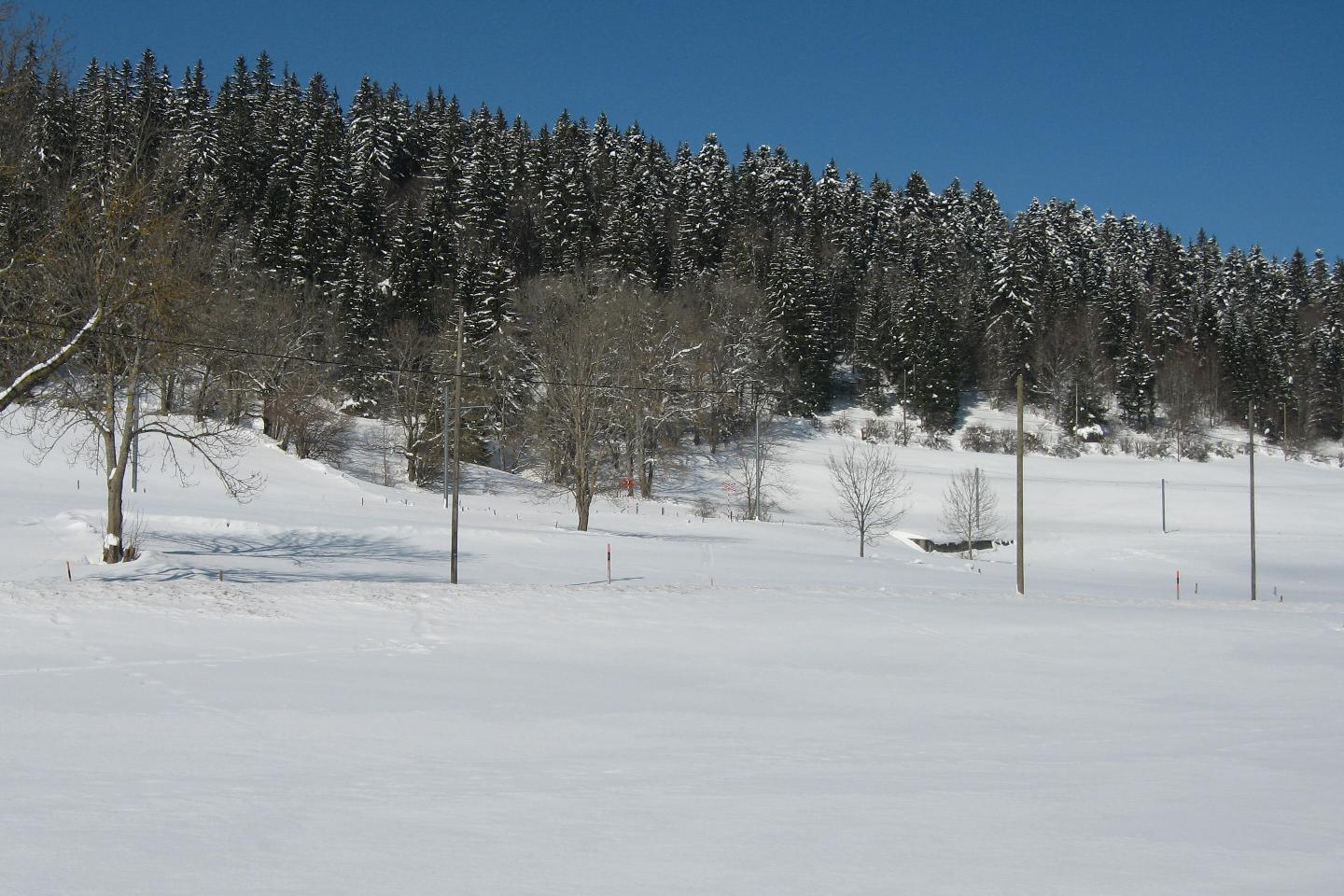
Vallée des Ponts bei La Sagne im Winter

Das Vallée des Ponts, offiziell auch als Vallée de la Sagne bezeichnet (im Kanton Neuenburg praktisch nur unter letzterem Namen bekannt),  ist ein rund 18 km langes abgeschlossenes Hochtal auf 1000 m ü. M. im Neuenburger Jura, im Kanton Neuenburg der Schweiz. Der Name hat nur im entfernten Sinn etwas mit Brücken zu tun. Er weist auf die Holzwege und -stege hin, die früher nötig waren, um das Hochmoor zu überqueren.

## Geologie
Aus geologischer Sicht bildet das Vallée des Ponts eine Synklinale zwischen zwei Juraketten, der Kette des Grand Som Martel und Mont Sagne im Westen sowie derjenigen von Mont Racine und Tête de Ran im Osten. Die völlig abgeschlossene Synklinale ist im unteren Teil mit Molasse aus dem Tertiär gefüllt. Darüber legte sich das Moränenmaterial der eiszeitlichen Gletscher. Messungen ergaben eine bis zu 400 m mächtige Sedimentationsschicht. Da einige dieser Schichten wasserundurchlässig sind, bildete sich im Lauf der Zeit ein ausgedehntes Hochmoor. Das Bois des Lattes ist das grösste gewölbte Torfmoor der Schweiz. Die Torfmoore des Vallée de la Sagne wurden bis vor noch nicht langer Zeit ausgebeutet, doch die Neuenburger Naturschützer, vorab Archibald Quartier, setzten sich vehement für den Schutz dieser Moore ein.

## Topographie
Das Tal erstreckt sich gemäss der allgemeinen Streichrichtung des Juras im Gebiet von Neuenburg von Nordosten nach Südwesten. Es beginnt auf rund 1150 m ü. M. auf der Höhe zwischen La Chaux-de-Fonds und dem Passübergang Vue des Alpes. Während der ersten 4 km ist der Talboden etwa 500 m breit und fällt bis auf eine Höhe von 1040 m ü. M. leicht ab. Südwestlich von La Sagne öffnet sich das Tal auf eine Breite von 1 km, um im weiteren Verlauf immer breiter zu werden, bis bei Les Ponts-de-Martel die maximale Breite von 3 km erreicht wird. Dabei ist der Talboden völlig eben auf einer Höhe von 1000 m ü. M. Den südwestlichen Abschluss bildet der Riegel von La Côte des Emposieux und Combe Varin, der nur rund 30 bis 70 m höher als der Talboden liegt. Südlich dieses Riegels fällt das Gelände steil 300 m zum unteren Val de Travers ab.

## Hydrologie
Der oberste Teil des Vallée des Ponts weist kein oberirdisches Fliessgewässer auf. Wichtigster Bach ist der Bied, teilweise auch Grand Bied, der in der Combe des Quignets, einem Erosionstal am Westhang der Tête de Ran, entspringt. Er tritt bei La Sagne mit einem kleinen Aufschüttungsfächer in das Haupttal ein und fliesst dann – heute grösstenteils korrigiert und begradigt – nach Südwesten. Bei Les Ponts-de-Martel senkt er sich leicht in die Torfschichten ein. Hier ist sein Lauf noch weitgehend natürlich mit zahlreichen Mäandern. Aus der Gegenrichtung nimmt er den ebenfalls Bied genannten Seitenbach auf und wechselt ab der Mündung seine Fliessrichtung abrupt nach Nordwesten, wobei er sich in Mäandern durch ein bis zu 10 m tiefes Tälchen windet. Bei Le Voisinage, einem Ortsteil von Les Ponts-de-Martel, verschwindet der Bach in einem Versickerungstrichter. In der Nähe dieses Trichters befinden sich nahe beieinander drei bis zu 20 m tiefe Dolinen. In einer dieser Dolinen wird mit 978 m ü. M. der tiefste Punkt des Vallée des Ponts erreicht.
Das versickerte Wasser erscheint ungefähr 4 km südlich und 270 m tiefer bei der Ortschaft Noiraigue in der Source de la Noiraigue wieder an der Oberfläche und fliesst nach nur rund 700 m Laufstrecke in die Areuse.

## Bevölkerung
Das Gebiet des Vallée des Ponts teilen sich drei Gemeinden: das Regionalzentrum Les Ponts-de-Martel im Westen, Brot-Plamboz im Südosten und das Strassenzeilendorf La Sagne im Nordosten. Der oberste Teil der Talschaft gehört zum Gemeindeboden der Stadt La Chaux-de-Fonds, und im äussersten Südwesten besitzt auch die Gemeinde Travers einen kleinen Anteil. Im Hochtal leben 2465 Einwohner (Ende 2003), von denen 94,5 % Französisch und 3,3 % Deutsch als Muttersprache angeben.

## Kulturgeschichte
Erste Rodungen im Bereich des Hochtals wurden gegen Ende des 12. Jahrhunderts unter den Herren von Valangin unternommen. Weil diese das Gebiet unter ihre Herrschaft bringen wollten, sicherten sie den Kolonisten weitgehende Steuerfreiheit zu. Die Landnahme und Urbarmachung begann Anfang des 14. Jahrhunderts durch Emigranten aus dem Kanton Waadt, später kamen auch Siedler aus dem Val de Ruz hinzu. Siedlungen entstanden bevorzugt am westlichen Talrand (auf der Sonnenseite) und auf den angrenzenden Hängen, während die östliche Talseite nur kleine Hofsiedlungen aufweist.
Die Bewohner lebten hauptsächlich von der Weidewirtschaft. Seit dem 15. Jahrhundert wurde im Moorgebiet Torf gestochen, der als Brennstoff für die Herde und Öfen diente. Dies geschah zuerst nur für den Eigenbedarf, ab dem 18. Jahrhundert wurde aus dem Torf zunehmend ein begehrtes Handelsprodukt. Hauptabnehmer waren die umliegenden Städte La Chaux-de-Fonds, Le Locle und Neuenburg. Seinen Höhepunkt erreichte der Torfabbau während der beiden Weltkriege, seither nahm er stark ab und 1991 wurde er ganz eingestellt. Durch den jahrhundertelangen grossangelegten Torfabbau wurden weite Teile des Talbodens um bis zu 3 m abgetragen. Infolge der Entwässerung des Talbodens, wurde viel Wies- und Weideland gewonnen. Nur der südwestliche Teil ist heute noch moorig, und der einzige naturbelassene Teil mit Kiefern- und Birkengehölzen und typischen Hochmoorpflanzen bildet das Gebiet Bois des Lattes, das unter Naturschutz steht. Hier werden auch wissenschaftliche Untersuchungen durch die Universität Neuenburg durchgeführt.
Im Lauf des 18. Jahrhunderts wurden im Vallée des Ponts Spinnerei und Spitzenklöppelei in Heimarbeit eingeführt. Gegen Ende des Jahrhunderts kam die Uhrenherstellung dazu, deren Blütezeit während des 19. Jahrhunderts zu einem wirtschaftlichen Aufschwung führte. Die Erwerbsstruktur im Tal war ganz auf die Uhrenindustrie ausgerichtet. Mit der Krise in diesem Industriezweig ab den 1930er Jahren kam es zu einem bedeutenden Bevölkerungsverlust durch Abwanderung.
Heute sichern sich die Bewohner ihren Lebensunterhalt durch die Landwirtschaft, wobei Viehzucht und Milchwirtschaft sowie Käseherstellung überwiegen. Im industriellen Bereich haben der Bau von landwirtschaftlichen Maschinen und das Baugewerbe eine gewisse Bedeutung. Viele Erwerbstätige sind auch Wegpendler und arbeiten in den umliegenden Städten.

## Verkehr

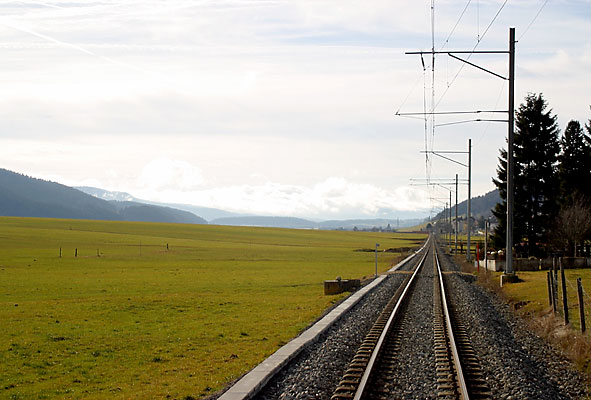
Vallée des Ponts bei La Sagne

Das Vallée des Ponts wird von der Hauptstrasse von Neuenburg über den Pass La Tourne nach Le Locle durchquert. Entlang beider Talränder führen Kantonsstrassen, welche die Siedlungen und Weiler miteinander verbinden. Les Ponts-de-Martel ist Endstation der am 26. Juli 1889 eröffneten meterspurigen Bahnstrecke der ehemaligen Ponts–Sagne–Chaux-de-Fonds-Bahn (PSC), die seit 1999 von den Transports Régionaux Neuchâtelois (TRN) betrieben wird, und das Tal mit La Chaux-de-Fonds verbindet.

## Tourismus
Das Tal und die angrenzenden Höhen sind Ausflugsziele für Naturliebhaber und Erholungssuchende. In den letzten Jahren wurde von Pro Natura ein Moorerlebnispfad eingerichtet, der sowohl die Natur als auch die Kulturgeschichte beleuchtet. Im Winter eignet sich das Gebiet optimal für den Langlaufsport.
Koordinaten: 47° 1′ 16,5″ N, 6° 46′ 58,8″ O; CH1903: 550155 / 208008